# Ibrahima Breze Fofana
Ibrahima Breze Fofana (Conakry, 15 agosto 2002) è un calciatore guineano, centrocampista dell'Hammarby.

## Caratteristiche tecniche
Centrocampista difensivo, può essere schierato anche al centro della difesa.

## Carriera

### Club
Cresciuto nelle giovanili di Atouga e Diamants de Guinee, nel 2020 è stato acquistato dal Club Bruges che lo ha assegnato alla propria squadra riserve in seconda divisione, il Club NXT; ha fatto il suo esordio il 20 novembre seguente nell'incontro vinto 2-0 contro il Lierse Kempenzonen.
Il 22 luglio 2022 è stato acquistato dall'Hammarby, club della sua prima divisione svedese, che lo ha assegnato all'Hammarby TFF (sua formazione riserve) in terza divisione; il 30 gennaio 2023 è stato promosso in prima squadra firmando un contratto triennale. Il 17 luglio dello stesso anno è stato prestato al Kocaelispor, club della seconda divisione turca.
Rientrato in Svezia al termine della stagione 2023-2024, ha debuttato in Allsvenskan il 20 luglio nell'incontro vinto 2-0 contro il Brommapojkarna.

### Nazionale
Ha giocato con le nazionali giovanili guineane Under-17 ed Under-23.

## Statistiche

### Presenze e reti nei club
Statistiche aggiornate al 27 luglio 2025.
| Stagione        | Squadra         | Campionato      | Campionato | Campionato | Coppe nazionali | Coppe nazionali | Coppe nazionali | Coppe continentali | Coppe continentali | Coppe continentali | Altre coppe | Altre coppe | Altre coppe | Totale | Totale | Totale |
| Stagione        | Squadra         | Comp            | Pres       | Reti       | Comp            | Pres            | Reti            | Comp               | Pres               | Reti               | Comp        | Pres        | Reti        | Pres   | Reti   |        |
| --------------- | --------------- | --------------- | ---------- | ---------- | --------------- | --------------- | --------------- | ------------------ | ------------------ | ------------------ | ----------- | ----------- | ----------- | ------ | ------ | ------ |
| 2020-2021       | Club NXT        | 1B              | 9          | 0          | -               | -               | -               | -                  | -                  | -                  | -           | -           | -           | 9      | 0      |        |
| 2022            | Hammarby TFF    | D1              | 16         | 4          | CS+CS           | 0               | 0               | -                  | -                  | -                  | -           | -           | -           | 16     | 4      |        |
| 2023            | Hammarby TFF    | D1              | 10         | 3          | CS+CS           | 0               | 0               | -                  | -                  | -                  | -           | -           | -           | 10     | 3      |        |
| 2023-2024       | Kocaelispor     | 1L              | 14         | 0          | CT              | 1               | 0               | -                  | -                  | -                  | -           | -           | -           | 15     | 0      |        |
| 2024            | Hammarby        | A               | 13         | 0          | CS+CS           | 0+1             | 0+1             | -                  | -                  | -                  | -           | -           | -           | 14     | 1      |        |
| 2025            | Hammarby        | A               | 12         | 0          | CS+CS           | 2+0             | 0               | UECL               | 1                  | 0                  | -           | -           | -           | 15     | 0      |        |
| Totale carriera | Totale carriera | Totale carriera | 74         | 7          |                 | 4               | 1               |                    | 1                  | 0                  |             | -           | -           | 79     | 8      |        |